# Schneizlreuth
Schneizlreuth – miejscowość i gmina w Niemczech, w kraju związkowym Bawaria, w rejencji Górna Bawaria, w regionie Südostoberbayern, w powiecie Berchtesgadener Land. Leży w Alpach Bawarskich, przy granicy z Austrią, około 6 km na południowy zachód od Bad Reichenhall, nad rzeką Saalach, przy drodze B21 i B305.

## Demografia
Dane o ludności z 31 grudnia 2008:
| Opis                                | Ogółem | Ogółem | Kobiety | Kobiety | Mężczyźni | Mężczyźni |
| ----------------------------------- | ------ | ------ | ------- | ------- | --------- | --------- |
| Jednostka                           | osób   | %      | osób    | %       | osób      | %         |
| Populacja                           | 1423   | 100    | 711     | 49,96   | 712       | 50,04     |
| Wiek przedprodukcyjny (0–17 lat)    | 247    | 17,36  | 124     | 8,71    | 123       | 8,64      |
| Wiek produkcyjny (18–65 lat)        | 896    | 62,97  | 429     | 30,15   | 467       | 32,82     |
| Wiek poprodukcyjny (powyżej 65 lat) | 280    | 19,68  | 158     | 11,1    | 122       | 8,57      |

## Polityka
Wójtem gminy jest Klaus Bauregger z CSU, rada gminy składa się z 12 osób.
|      | UWG | FWG Weißbach an der Alpenstraße | Razem |
| 2008 | 6   | 6                               | 12    |
| 2002 | 7   | 5                               | 12    |